# Francis Lieber
Francis Lieber (Berlim, 18 de março de 1800 – Nova Iorque, 2 de outubro de 1872) foi um jurista germano-americano e um filósofo político.

## Carreira
Além de ser o primeiro americano a conquistar um título de ciência política, é conhecido por ser o autor o código Lieber, também chamado Code for the Government of Armies in the Field, criado durante a Guerra Civil Americana, que regeu a conduta das tropas em campo. Envolvido com a guerra, tornou-se o terceiro pioneiro da ginástica no país, levando para Boston, após a saída de Charles Follen, as novidades que envolviam a prática, nos idos de 1830.

## Publicações
- Notes on the Fallacies of American Protectionists (PDF) 4th ed. Nova York: American Free Trade League. 1870
- Encyclopaedia Americana (Editor, 1829–1851)
- The Stranger in America (2 vols., 1833–35)
- Letters to a Gentleman in Germany, written after a Trip from Philadelphia to Niagara (1834)
- Reminiscences of an intercourse with Mr. Niebuhr, the historian, during a residence with him in Rome, in the years 1822 and 1823. Philadelphia: Carey, Lea & Blanchard. 1835
- A Manual of Political Ethics (2 vols. 8vo, Boston, 1838), adopted by Harvard College as a text book, and commended by Kent and Story
- Legal and Political Hermeneutics, or Principles of Interpretation and Construction in Law and Politics (1838)
- International Copyright. [S.l.: s.n.] 1840
- Laws of Property: Essays on Property and Labor (18mo, Nova York, 1842)
- Great events: described by distinguished historians, chroniclers, and other writers. Nova York: Harper. 1847
- The West and Other Poems (1848)
- On Civil Liberty and Self-Government. [S.l.: s.n.](2 vols. 12mo, Filadélfia, 1853; new ed., 1874)
- «Guerrilla Parties Considered with Reference to the Laws and Usages of War». The Miscellaneous Writings of Francis Lieber. 2. Londres: Lippincott and Co. 1881 [1862]. pp. 275–92. Consultado em 28 de julho de 2011. Cópia arquivada em 24 de julho de 2011
- Instructions for the Government of Armies of the United States, in the Field. General Order No. 100 a.k.a. the Lieber Code. New Haven: Avalon Project. 1863. Consultado em 28 de julho de 2011
- Amendments of the Constitution Submitted to the Consideration of the American People. Nova York: Loyal Publication Society. 1865. Consultado em 3 de abril de 2019
- Reflections on the changes which may seem necessary in the present constitution of the state of New York. Nova York: [s.n.] 1867
- Memorial relative to the Verdicts of Jurors (1867)
- The Unanimity of Juries (1867)
- Fragments of Political Science on Nationalism and Internationalism. [S.l.: s.n.] 1868

### Escritos sobre legislação penal
- "Essays on Subjects of Penal Law and the Penitentiary System," publicado pela Sociedade de Disciplina Penitenciária da Filadélfia
- "Abuse of the Pardoning Power," republicado pela legislatura de Nova York
- "Remarks on Mrs. Fry's Views of Solitary Confinement," publicado na Inglaterra
- Letter on the Penitentiary System. [S.l.: s.n.] 1838 publicado pela legislatura da Carolina do Sul

### Artigos ocasionais
- "Letter on Anglican and Gallican Liberty"
- um artigo sobre os sons vocais de Laura Bridgman, a cega surda muda, comparado com os elementos da linguagem fonética, publicado no " Smithsonian Contributions to Knowledge"
- "Individualism and Socialism or Communism" Seu discurso inaugural como professor no Columbia College. Ele os considerava como os dois pólos sobre os quais gira toda a vida humana.
- "The Ancient and the Modern Teacher of Politics" Seu discurso introdutório a um curso de palestras sobre o estado na faculdade de direito.

### Traduções
- Ramshorn, Lewis (1841). Dictionary of Latin Synonymes. [S.l.]: Little and Brown
- Gustave de Beaumont; Alexis de Tocqueville (1848). Penitentiary System in the United States. [S.l.: s.n.] Com anotações. Ele também ajudou na coleta de dados estatísticos para o livro original.